# بيني بيكر (ممثل)
بيني بيكر (بالإنجليزية: Benny Baker)‏ هو ممثل أمريكي، ولد في 5 مايو 1907 في سانت جوزيف في الولايات المتحدة، وتوفي في 20 سبتمبر 1994 في وودلاند هيلز، كاليفورنيا في الولايات المتحدة.

## وصلات خارجية
- بيني بيكر على موقع IMDb (الإنجليزية)
- بيني بيكر على موقع قاعدة بيانات برودواي على الإنترنت (الإنجليزية)
- بيني بيكر على موقع قاعدة بيانات الفيلم (الإنجليزية)